# Ignasi-Xavier Adiego Lajara
Ignasi-Xavier Adiego Lajara (Barcelona, 9 de maig de 1963) és un lingüista indoeuropeista i compositor català. És catedràtic de Lingüística Indoeuropea a la Universitat de Barcelona i director de l'Institut del Pròxim Orient Antic de la mateixa universitat.

## Trajectòria
Estudià Filologia Clàssica a la Universitat de Barcelona, on també s'acabà doctorant (1990) amb una tesi dedicada a la llengua cària, publicada el 1993 sota el títol Studia Carica. La seva recerca culminà el desxiframent de l'alfabet cari amb l'anomenat sistema Ray-Schürr-Adiego. La seva actuació fou decisiva per a identificar aquesta llengua com a pertanyent a la branca anatòlica de les llengües indoeuropees, concretament al grup lúvic.
També ha fet aportacions pel que fa a les llengües antigues d'Itàlia, particularment en el camp del dialecte sud-picè (Protosabelio, oscoumbro, sudpiceno, 1992) i en el procés del desxiframent (encara inconclús) de la llengua etrusca. Finalment, destaca la seva feina en l'estudi dels dialectes romanís de la península Ibèrica, amb el descobriment i edició d'un vocabulari gitano-espanyol del segle xviii (Un vocabulario gitano-español del Marqués de Sentmenat (1697-1762). Edición y análisis lingüístico, 2002), i la coautoria el 2022 del primer Diccionari romaní-català, català-romaní. Per la seva tasca en aquest àmbit ha esdevengut membre del Consell Acadèmic de l'Institut de Cultura Gitana del Ministeri de Cultura i Esport de l'Estat Espanyol.
És autor de diverses traduccions entre les quals destaquen les traduccions de Sèneca el Vell al castellà (Controversias y Suasurias, en col·laboració amb Esther Artigas i Alejandra de Riquer), i de Quint Tul·li Ciceró (Manual de Campanya Electoral, en col·laboració amb Alejandra de Riquer) i Gai Suetoni Tranquil (Vida de Calígula, també en col·laboració amb Alejandra de Riquer) al català.